# Pangkal Mas Jaya
Pangkal Mas Jaya is een bestuurslaag in het regentschap Mesuji van de provincie Lampung, Indonesië. Pangkal Mas Jaya telt 1666 inwoners (volkstelling 2010).